# Weijiang
Weijiang (kinesiska: 伟江乡, 伟江) är en socken i Kina. Den ligger i den autonoma regionen Guangxi, i den södra delen av landet, omkring 400 kilometer nordost om regionhuvudstaden Nanning. Antalet invånare är 7485. Befolkningen består av 3 526 kvinnor och 3 959 män. Barn under 15 år utgör 14,0 %, vuxna 15-64 år 73 %, och äldre över 65 år 11,0 %.
Genomsnittlig årsnederbörd är 2 418 millimeter. Den regnigaste månaden är juni, med i genomsnitt 468 mm nederbörd, och den torraste är oktober, med 56 mm nederbörd.